# Aldo Romano

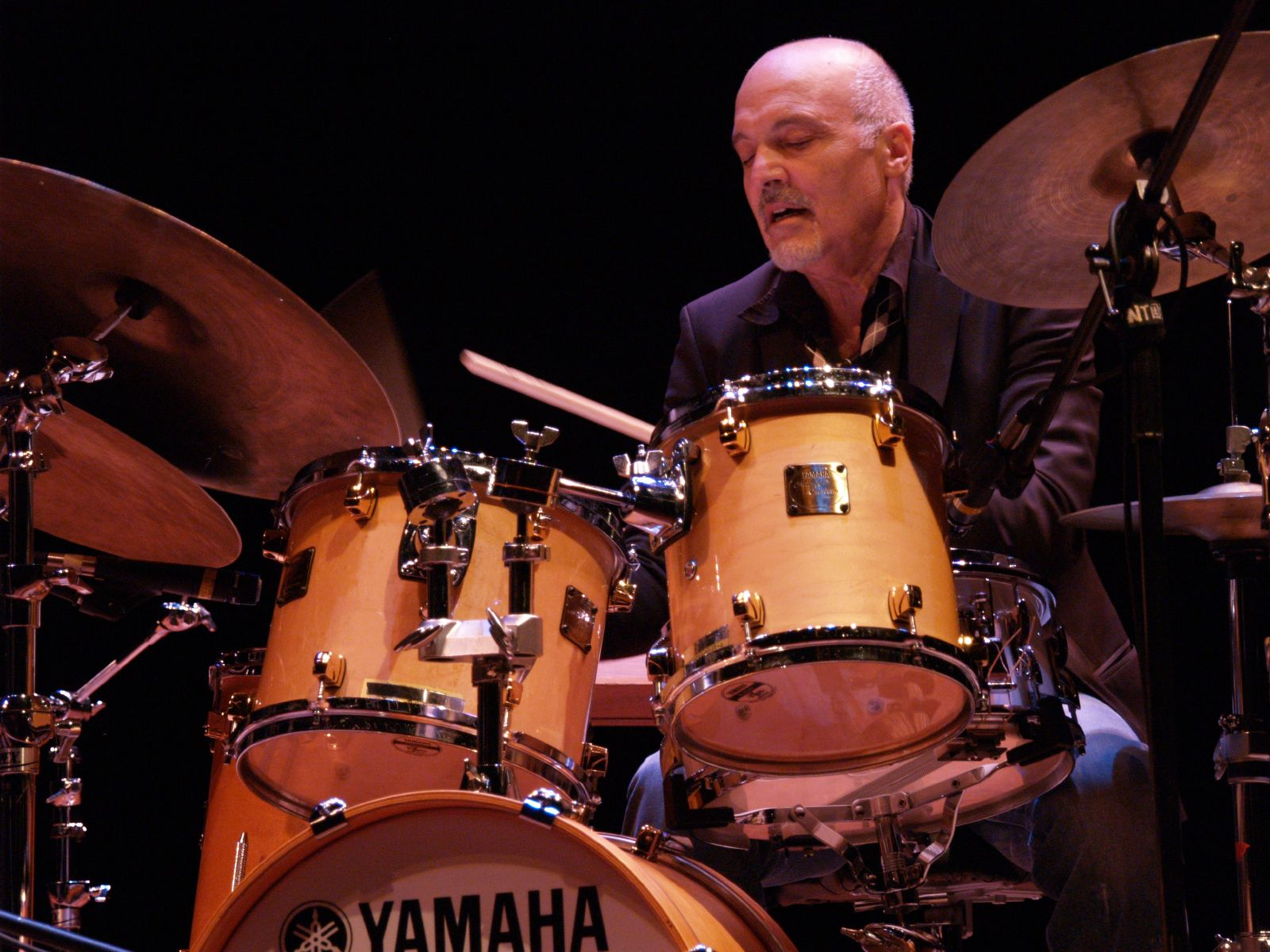
Aldo Romano

Aldo Romano [ˈaldo romaˈno], ursprünglich [roˈmaːno] (* 16. Januar 1941 in Belluno) ist ein italienischer Jazzmusiker (Schlagzeug, auch Gitarre, Gesang).

## Leben und Wirken
Romano, der in Frankreich aufwuchs, begann seine Karriere als Gitarrist. Erst Anfang der 1960er Jahre wechselte er unter dem Einfluss von Art Taylor zum Schlagzeug und trat bald in Pariser Jazzklubs mit Musikern wie Bud Powell, Jackie McLean, Jay Jay Johnson, Stan Getz und Kenny Drew auf.
1964 kam er wie auch Jean-François Jenny-Clark in die Free-Jazz-Gruppe von Bernard Vitet und François Tusques und arbeitete in der Folge u. a. mit Don Cherry (in dessen Gruppe mit Gato Barbieri und Karl Berger), sowie mit Kent Carter, Michel Portal und mit Carla Bley, Steve Lacy und Enrico Rava. Mit Joachim Kühn, aber auch in der 1974 gemeinsam mit Jasper van’t Hof, Charlie Mariano und Philip Catherine gegründeten Gruppe Pork Pie widmete er sich dem Rockjazz. Daneben arbeitete er mit Dexter Gordon, Jean-Luc Ponty, Phil Woods, Keith Jarrett und Steve Kuhn. 1977 nahm er mit J.-F. Jenny-Clark in Italien ein Cesare Pavese gewidmetes Album auf, Divieto di santificazione.
Seit 1980 trat Romano häufiger mit François Jeanneau, René Urtreger und Enrico Rava auf. Besonders zu erwähnen ist das mehr als zehn Jahre lang bestehende Trio mit Louis Sclavis und Henri Texier, das nach seiner ersten CD (1994) auch Carnet De Routes genannt wird. 2004 erhielt er den hochdotierten Jazzpar-Preis; das eigens für diesen Anlass gegründete Aldo Romano Jazzpar Quintet + 1 mit Stefano Di Battista, Mark Turner, Henrik Gunde Pedersen, Jesper Bodilsen und der Sängerin Susi Hyldgaard trat in drei dänischen Kleinstädten und bei der abschließenden Übergabe des Jazzpar-Preises in Kopenhagen auf. Im selben Jahr entstand mit Emmanuel Bex, Emanuele Cisi, Francesco Bearzatti, Rémi Vignolo und dem Sample- und Programmierkünstler Naab das Album Because of Bechet. 2015 legte er unter dem Titel Ne joue pas fort, joue loin sein Autobiographie vor.

## Diskographische Hinweise
- Il Piacere, 1978 (mit Michel Portal, Claude Barthélemy, J.-F. Jenny-Clark)
- Alma Latina, 1983 (mit Philip Catherine, Benoît Widemann, Jean-Pierre Fouquey, Estelle Goubert, Sylvain Marc, Gilles Perrin, Dany Kane)
- Aldo Romano / Joe Lovano Ten Tales, 1989
- Carnet de Routes (1995) (mit Louis Sclavis und Henri Texier)
- Corners, 1998 (mit Mauro Negri, Ronnie Patterson, Tim Miller, Michel Benita)
- Aldo Romano, Stefano Di Battista, Nelson Veras, Palle Danielsson Intervista, 2001
- Romano, Benita, Fresu, Ferris Palatino, 2001
- Chante, 2006 (mit Carla Bruni)
- Just Jazz, 2008 (mit Géraldine Laurent, Henri Texier, Mauro Negri)
- Complete Communion to Don Cherry, 2010 (mit Géraldine Laurent, Fabrizio Bosso, Henri Texier)
- Inner Smile, 2011 (mit Enrico Rava, Baptiste Trotignon, Thomas Bramerie)
- Mélodies En Noir & Blanc, 2011 (mit Dino Rubino, Michel Benita)
- La belle vie, 2019 (mit Emmanuel Bex und Philip Catherine)